# 大島史洋
大島 史洋（おおしま しよう、1944年7月24日 - ）は、日本の歌人。本名読み、ふみひろ。岐阜県中津川市出身。歌誌「未来」選者・運営委員長。現代歌人協会理事長。歌人としての実作活動のみならず、「未来」誌の編集実務を取り仕切る編集者としても活躍。マガジンハウスで「鳩よ!」などの編集長を務めた大島一洋は兄。

## 経歴
- 岐阜県中津川市東町に生まれる。
- 岐阜県立中津高等学校、慶應義塾大学文学部卒業、早稲田大学大学院国語学専攻修士課程修了。
- 高校在学中の1960年に未来短歌会に入会し、近藤芳美・岡井隆に師事。
- 小学館に入社し、「日本国語大辞典」「言泉」「大辞泉」などの国語辞典の編纂に携わった[1]。
- 2003年、歌集『燠火(おきび)』で第3回山本健吉文学賞を受賞。
- 2006年、作品「賞味期限」33首で第42回短歌研究賞を受賞。
- 2007年、歌集『封印』で第34回日本歌人クラブ賞を受賞。
- 2009年、歌集『センサーの影（かげ）』で第14回若山牧水賞を受賞。
- 2016年、歌集『ふくろう』で第50回迢空賞を受賞。また、『河野裕子論』及び過去の全業績により第39回現代短歌大賞を受賞。
- 2020年、歌集『どんぐり』で第32回斎藤茂吉短歌文学賞を受賞。

## 著書
- 藍を走るべし 歌集 新星書房 1970（のちに、現代短歌社第1歌集文庫 2012）
- わが心の帆 歌集 大和出版 1976.11
- 炎樹(えんじゅ) 歌集 蒼土舎 1981.11 ISBN 488564092X
- 時の雫 歌集 ながらみ書房 1986
- いらかの世界 歌書 六法出版社 1989.10 ISBN 4897706238
- 大島史洋歌集(現代短歌文庫(11)) 歌集 砂子屋書房 1992 ISBN 4790492117
- 四隣(しりん) 歌集 ながらみ書房 1994
- 定型の方法論 歌論 短歌新聞社 1997.6 ISBN 4803908834
- 幽明 歌集 砂子屋書房 1998
- 現代短歌大事典 事典 三省堂 2000.6 ISBN 4385154244
- 歌の基盤―短歌と人生と エッセイ 北冬舎 2002.3 ISBN 4900456969
- 燠火(おきび) 歌集 雁書館 2002
- 言葉の遊歩道―短歌を読む楽しみ 歌論 ながらみ書房 2004.7 ISBN 4860232372
- 梅花藻の花(新現代歌人叢書 17) 歌集 短歌新聞社 2005.11 ISBN 4803912440
- 封印 歌集 角川書店 2006.3 ISBN 4046217081
- センサーの影 歌集 ながらみ書房 2009.4 ISBN 4860235894
- 遠く離れて 歌集 ながらみ書房 2012.9 ISBN 4860237676
- アララギの人々 評論 角川学芸出版 2012.8 ISBN 404652555X
- 近藤芳美論 現代短歌社 2013.7 ISBN 9784906846849
- 歌集 ふくろう 短歌研究社 2015.3 ISBN 9784862724199
- 河野裕子論　現代短歌社 2016.9 ISBN 9784865341751
- 歌集 どんぐり　現代短歌社 2020.4 ISBN 9784865343229